# Chitarra Brahms

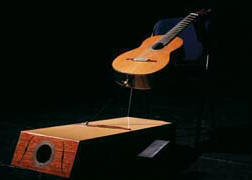
Chitarra Brahms

La chitarra Brahms è una chitarra a otto corde che presenta, rispetto alla chitarra classica tradizionale a sei corde, un'estensione ampliata in entrambe le direzioni: una corda in più al grave e una corda in più all'acuto. Il chitarrista scozzese Paul Galbraith, negli anni '90 immaginò assieme al liutaio inglese David Rubio uno strumento che gli consentisse di eseguire le suites per liuto di J. S. Bach nella loro estensione originale. La prima chitarra fu costruita nel 1994, e presentava già le peculiarità di uno strumento unico nel suo genere. La tastiera a raggera (fanned fretboard) assieme al ponte obliquo consentivano di avere la prima corda acuta più corta dell'ottava grave. Il nome "Brahms Guitar" fu attribuito proprio dal liutaio David Rubio in un episodio in cui Paul Galbraith eseguì per lui l'arrangiamento del Tema e variazioni Op. 21 di Johannes Brahms. 
La chitarra fu progettata per essere suonata con una posizione tradizionale. Spesso lo strumento viene tuttavia associato alla particolare tecnica che Paul Galbraith sviluppò nel corso degli anni, una tecnica personale in cui la chitarra viene tenuta in verticale. Per favorire questa posizione Galbraith adotta anche l'uso di un puntale, simile a quello del violoncello, che poggia sul terreno o su di una cassa di risonanza di legno, simile ad una pedana.  
Lo strumento aggiunge due corde alle sei standard: un Si basso (una 4a sotto il Mi basso standard) e un La alto (un 4° sopra il Mi alto standard), dando Si-Mi-La-Re-Sol-Si-Mi-La. I tasti della chitarra aperti a ventaglio e il ponte obliquo consentono di avere la prima corda acuta più corta dell'ottava grave. Il pupillo di David Rubio, il liutaio Martin Woodhouse, ha innovato il design e continua oggi a costruire chitarre Brahms.
Tra gli altri che utilizzano questa chitarra figurano Giacomo Copiello, Gustavo Silveira Costa, Lucas De Almeida, Aleksey Dukhovich, Joseph Ehrenpreis, Yoni Garmider, Alan Guerreiro, Vincenzo Giura, Everton Gloeden, Spyros Kaniaris, Matthew Korbanic, Stanley Levi, Mettew Linder, Alf Wilhelm Lundberg, Luiz Mantovani, Redmond O'Toole, Rafael Ohira, Kyle Throw, Alexander Vynograd; e le formazioni Dúo Masciolick, Dublin Guitar Quartet, Brazilian Guitar Quartet, Progetto Zenobia.